# スポーツにおけるハカ

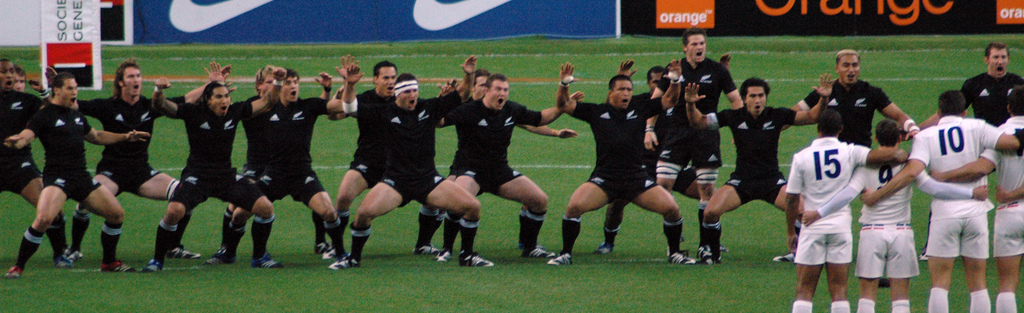
2006年11月、対フランス戦でリッチー・マコウがリードしてオールブラックスが「カマテ」を披露する様子

マオリの伝統的なダンスであるハカはニュージーランドを中心とする各国のスポーツに取り入れられている。マオリの戦士の鬨の声であるハカは士気を高めるものとしてニュージーランドで親しまれており、「オールブラックス」ことラグビーユニオンニュージーランド代表がこのダンスを用いて試合の挑戦を行うのが通例である。他のニュージーランドのスポーツ代表チームや、人口の大半がマオリであるニュージーランド領クック諸島の代表チームも国際試合の前にハカを踊ることが多い。スポーツの場で披露されるハカはニュージーランド国民のアイデンティティを象徴するものとして非常に重視されている。

## 発祥

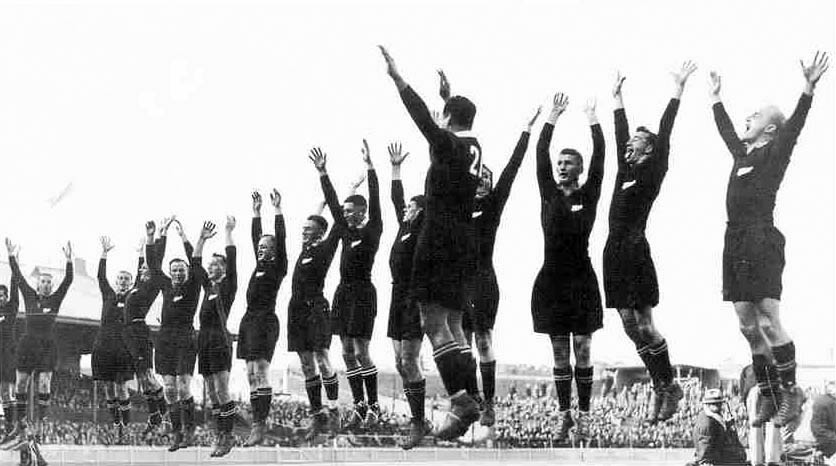
1932年に対オーストラリア戦でオールブラックスが踊ったハカのクライマックス。

1888年にマオリを中心とするラグビー代表チームであるニュージーランド・ネーティブズがハカを踊ったのが始まりであると言われている。
1903年8月にニュージーランドチームがシドニーで行われた対オーストラリア戦において初めて国際試合でハカを披露したが、この時の演目は「テナコエカンガルー」であった。1905年の遠征で代表チームはオールブラックスと呼ばれるようになったが、その際に定番となるハカ「カマテ」を初めて踊っており、この時は対戦相手に対して士気を高めるというよりは観客向けのもてなしとしての要素も強かった。1924年にオールブラックスがイギリスに遠征した時は「コニウティレニ」が使われた。1935-36年の遠征ではそもそもあまりハカが使われなかった。
1980年代にマオリの選手であるウェイン"バック"シェルフォードがオールブラックスだった際、ハカがそれまでよりも重視されるようになり、試合前にほぼ必ず披露されるようになった。マオリの選手がリードをつとめるのが通例であるが、21世紀になってからはマオリ系でない選手がリードをつとめることもある。

## 「カマテ」

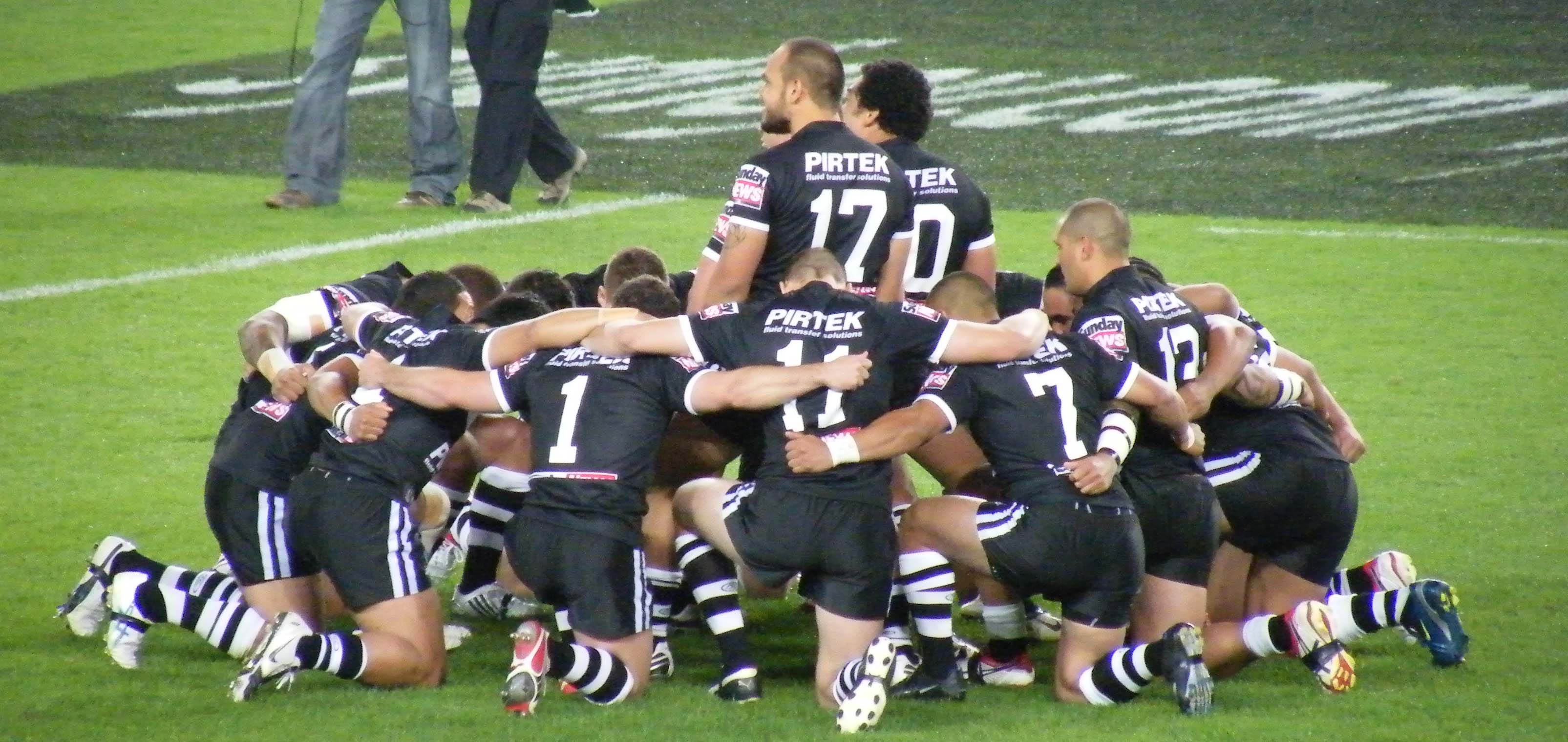
2008年ラグビーワールドカップでハカを踊るラグビーリーグニュージーランド代表

「カマテ」は1820年頃にナティ・トアの首長テ・ラウパラハが作ったと言われている。テ・ラウパラハは極めて勇猛な戦士として知られており、「カマテ」には「生死の境で揺れ動く感情」が表現されていると言われている。本来の歌詞は現在オールブラックスが歌うバージョンより長い。
1905年、代表チームは本格的なイギリス遠征を行い、この頃からオールブラックスという愛称が用いられるようになったが、「カマテ」を初めて披露したのもこの遠征である。対スコットランド戦および対ウェールズ戦で披露されたという記録が残っている。「カマテ」はオールブラックスがパフォーマンスするハカの中でも最も有名なものであり、ニュージーランドのナショナリズムにおいて重要な位置を占めるものとなっている。「カマテ」は通常、リーダーの指示に率いられて他の全員が歌うという構成になっており、歌詞は以下のようなものである。
| リーダー | Taringa whakarongo!                 |  | 耳をすませ！                     |
|          | Kia rite! Kia rite! Kia mau!        |  | 準備！整列！起立！               |
| チーム   | Hī!                                 |  | はい！                           |
| リーダー | Ringa ringa pakia!                  |  | 手でももを叩け！                 |
|          | Waewae takahia kia kino nei hoki!   |  | 力のかぎり地面を足で踏みならせ！ |
| チーム   | Kia kino nei hoki!                  |  | 力のかぎり！                     |
| リーダー | Ka mate, ka mate                    |  | 私は死ぬ！私は死ぬ！             |
| チーム   | Ka ora' Ka ora'                     |  | 私は生きる！私は生きる！         |
| リーダー | Ka mate, ka mate                    |  | 私は死ぬ！私は死ぬ！             |
| チーム   | Ka ora' Ka ora'                     |  | 私は生きる！私は生きる！         |
| 全員     | Tēnei te tangata pūhuruhuru         |  | ここに毛深い男が立ち             |
|          | Nāna ne I tiki mai whakawhiti te rā |  | 太陽を呼びよせ、我が身のその光を |
|          | A Upane! Ka Upane!                  |  | 乗るなら今だ！乗るなら今だ！     |
|          | A Upane Kaupane"                    |  | 最初の一歩を踏み出せ！           |
|          | Whiti te rā,!                       |  | 太陽の光を！                     |
|          | Hī!                                 |  | 立ち上がれ！                     |

## 「テナコエカンガルー」（1903年）
1903年8月に対オーストラリア戦で披露された「テナコエカンガルー」はこの時のために作られたものである。初めて「テナコエカンガルー」を披露したこの試合ではニュージーランド代表が勝利している。歌詞は7月の時点で『シドニー・モーニング・ヘラルド』や『サンデー・タイムズ』など地元のいくつかのメディアで報道されており、以下のような内容であった。
| Tena koe, Kangaroo         | どうだい、カンガルー！         |
| Tupoto koe, Kangaroo!      | 気をつけろよ、カンガルー！     |
| Niu Tireni tenei haere nei | ニュージーランドの襲撃だ       |
| Au Au Aue a!               | お前さんにはたいした災難だぞ！ |

## 「コニウティレニ」（1924年）
1924年から25年にかけてオールブラックスが「ジ・インヴィンシブルズ」ツアーを行った際には、この時のために作られたハカ「コニウティレニ」が使用された。この遠征の時にパリでジェイムズ・ジョイスがオールブラックスのハカを聞いており、ニュージーランドで修道女をしていた妹シスター・メアリー・ガートルードに手紙でこのことを書き送っている他、『フィネガンズ・ウェイク』でもこのハカを引用している。

## 「カパオパンゴ」（2005年）
2005年8月27日にダニーデンのカリスブルック競技場で行われたトライネイションズの対南アフリカ戦で、オールブラックスが初めて新しいハカ「カパオパンゴ」を披露した。チームのキャプテンであるタナ・ウマガが長く挑発的な文句で先導し、親指をのどのあたりで動かす振付があったため、のどをかき切る動作だと解釈された。「カパオパンゴ」は「黒のチーム」という意味である。ンガティ・ポロウのレデク・ラーデリが作者である。「カパオパンゴ」は「コニウティレニ」の初めの部分を参考にして作られている。

## 受容

### 伝統とナショナリズム

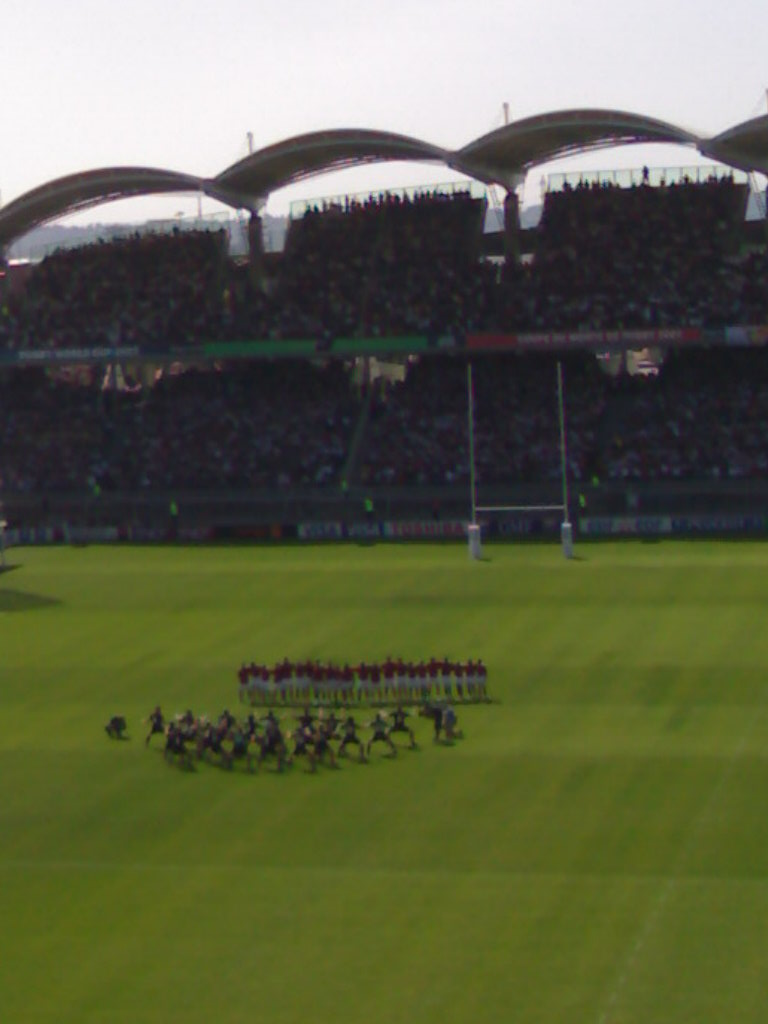
フランスのリヨンで行われた対ポルトガル戦でのハカ

オールブラックスが披露するハカはニュージーランド人のアイデンティティにとって非常に重要な役割を果たすものだと考えられている。オールブラックスのメンバーも、ハカの伝統はニュージーランドの多様性を象徴し、「代表の威厳」を示すものであるとして重視している。
ハカのリーダーをつとめることは名誉なことだと見なされている。チームで最も年長のマオリ系の選手がハカをリードすることが多いが、2005年にサモア系のタナ・ウマガがリーダーをつとめて以来、マオリ系でない選手がつとめることもある。21世紀のオールブラックスは多民族なチームであり、ハカの専門家に問い合わせたところ、リーダーにふさわしい者であれば誰でもハカを先導できるというアドバイスを受けたため、マオリ系でない選手にもハカをリードする役割が割り振られるようになった。
2005年、オールブラックスはウェールズラグビーユニオンの要請に応じ、100年前の1905年に行われた、ハカの伝統を作ることになった最初の試合を再現することにした。この時はオールブラックスがハカを披露し、その後にウェールズ国歌「我が父祖の土地」が演奏された。2006年11月の試合でもウェールズラグビーユニオンがこの順番でパフォーマンスを行うことを要請したが、オールブラックスは拒否して更衣室でハカを行った。キャプテンのリッチー・マコウによると、これはオールブラックスの伝統について他のチームが干渉することは許されないからである。
2006年にオーストラリアで、オールブラックスがハンドバッグを持ってハカを披露しているように見えるよう、コンピュータグラフィックス処理をしたCMが放送された。これはオールブラックスの前のキャプテンであったタナ・ウマガがチームメイトのクリス・マソーをハンドバッグで殴った事件にヒントを得たものであった。オールブラックスのアシスタントコーチだったウェイン・スミスは、このCMをマオリとオールブラックスの伝統の両方にとって無礼だと批判した。

### 対戦相手の反応
対戦相手のチームがハカを無視する戦略をとることがある。ラグビーユニオンオーストラリア代表（ワラビーズ）は1996年にウェリントンで行われたテストマッチにおいて、ハカを披露するオールブラックスを無視してウォームアップを行った後に敗北を喫した。2007年のワールドカッププールマッチではラグビーユニオンイタリア代表がハカを無視した後に敗北したが、オールブラックスのメンバーであるケヴェン・メアラムによると、冷たくあしらわれたせいでチームはかえってやる気を出し、イタリアチームは報復されることとなった。
1989年にオールブラックスはランズダウン・ロードでラグビーユニオンアイルランド代表と対戦する前にハカを披露したが、アイルランドチームは密集したV型のフォーメーションでニュージーランドチームに対面し、少しずつオールブラックスのほうへ距離をつめていった。ハカが終わる頃には、キャプテンであるウィリー・アンダーソンはバック・シェフィールドの顔からほんの数センチばかりのところまで近付いていた。
1997年、イングランド対オールブラックスの対戦前に、リチャード・コッカリルがハカに反応しすぎたせいで懲戒された。コッカリルはハカの披露の際、対戦相手であるノーム・ヒューイットの真正面に立って非常に接近した。審判はヒューイットとコッカリルがケンカを始めるのではないかと心配し、コッカリルをヒューイットからひきはがした。コッカリルは「あの日は正しいことをしたと信じていますよ」と述べており、しっかり挑戦を受けて立つと態度で示したのだと考えている。対イングランド戦でハカが披露される際には、イングランドのファンが「揺れるチャリオット」を歌ってかき消そうとすることがしばしばある。
2019年10月26日に行われたラグビーワールドカップ2019準決勝では、ニュージーランドのハカに対してイングランドの選手はV字型に並ぶ行動を見せた。後日、統括団体であるワールドラグビーは、イングランド側の数人がハーフウエーラインを越えて並んでいたとして罰金処分を科した。

### 批判
「カパオパンゴ」のハカにはのどの周りで親指を動かす振付があり、これはのどを切り裂くことを示していると解釈されて批判を受けた。作者のラーデリをはじめとするオールブラックスやマオリの人々の解釈では、この動きは「心臓と肺に命のエネルギーを取り入れる」ことを象徴するものであった。相手チームののどをかき切ることを連想させるため、この振付を廃止しようという動きが出た。一方で、2006年7月に行われた調査では、ニュージーランド人の60％がこのハカを支持していた。

## 他競技のニュージーランド代表チームでの使用
ニュージーランドの他のラグビーチームもしばしばハカを行っており、ラグビーリーグニュージーランド代表であるキウイズ、ラグビーユニオン女子ニュージーランド代表であるブラックファーンズ、ニュージーランド車椅子ラグビー代表チームであるウィールブラックスなどもハカを行う。映画『マーダーボール』にはニュージーランド車椅子ラグビー代表チームがハカを披露する様子がおさめられている。他のスポーツでもニュージーランドの代表チームがハカを披露することがあり、バスケットボールニュージーランド代表であるトールブラックスやアイスホッケーニュージーランド代表であるアイスブラックスもハカを行う。
2002年にマンチェスターで開催されたコモンウェルスゲームズでは、ニュージーランドチームがエリザベス2世の前で止まってハカを披露した。
ニュージーランドのチームはハカのやりすぎで批判されることもある。コモンウェルスゲームズの水泳リレー競技で銅メダルをとった際、ハカの披露に対して批判があった。ニュージーランドのテレビ司会者であるヘイリー・ホルトはあらゆるニュージーランドのナショナルチームがハカをやろうとすることを批判している。国際アイスホッケー連盟は会場でのハカ禁止を検討したことがある。

## 他国の代表チームでの使用
ニュージーランド以外のナショナルチームでも試合前の鬨の声（ウォークライ）を取り入れているものがある。ラグビーワールドカップ2019においては、オセアニア地域から本大会に出場した5カ国のうちオーストラリア代表を除く4チームが、ニュージーランド代表の「ハカ」、フィジー代表の「ジンビ」(Cibi)、トンガ代表の「シピ・タウ」(Sipi Tau)、サモア代表の「シバ・タウ」(Siva Tau) とそれぞれのウォークライを行うとハフポストの記事で報じられた。ラグビーワールドカップ2015ではニュージーランド対トンガの試合がグループリーグで行われ、試合前に両チームがシピ・タウとハカを披露し合った。この時の映像は2018年にYouTube内のラグビーワールドカップ公式チャンネルで公開された。

### 規定
ウォークライの際、現在はチーム間の距離を取ることが規定されている。行う側はハーフウェイラインから10メートル以上離れなくてはならない。対戦相手はハーフウェイラインを超えてはならない。また、儀式中に後ろを向くなどの対応は礼儀を欠く行為とみなされている。